# 迪高
安德森·路易士·德苏萨（葡萄牙語：Anderson Luis de Souza，1977年8月27日—），一般稱為德科（Deco），世界足壇最佳葡萄牙巨星之一 ，是一位生於巴西圣贝尔纳多-杜坎普，後入籍葡萄牙的足球運動員。

## 生平
來自巴西的迪高早年在巴西國內聯賽球會哥連泰斯效力，早在1997年已到葡萄牙聯賽球會效力，當時效力一些小型球會。自1999年加盟葡萄牙班霸波圖後，迪高已在葡萄牙聯賽打出名堂。當時迪高除了贏得多屆葡超聯賽冠軍外，還於2003年贏得歐洲足協杯，2004年又贏得歐洲聯賽冠軍杯，同年取得該年度歐洲足協最有價值球員獎。
就在取得歐冠杯之後，迪高轉赴加泰隆尼亞加盟超級班霸巴塞隆拿。加盟後不但為巴塞贏得兩屆西甲聯賽冠軍，還於2006年又一次贏得歐洲聯賽冠軍杯。这使他成为为数不多的在两个不同的俱乐部均获得欧冠冠军的球员。
由於巴西國家隊人才過剩，迪高並沒有代表巴西國家隊上陣，而是選擇代表人才相對較少的葡萄牙國家隊。他曾出戰2004年歐洲國家杯，贏得一個亞軍，在葡萄牙國家隊人才不多下，迪高已是國家隊必然正選。2006年世界杯迪高亦正選上陣，為國家隊打入準決賽，贏得第四名。
2008年，迪高由巴塞隆拿轉投英超球會車路士。德科在2008-09赛季漸漸失去了他在首发阵容中的位置，部分原因是他表现不佳，另外斯科拉里被解雇也是原因之一。
2010年夏天，與隊友及同胞比列堤一同加盟巴甲球隊富明尼斯，簽約兩年，並於同年贏得他首個巴甲冠軍。
2013年8月26日，由于长期受伤病问题困扰，他在自己36岁生日的前一天宣布退役。

## 榮譽
波圖
- 葡萄牙足球超級聯賽冠軍：1998–99, 2002–03, 2003–04
- 葡萄牙盃冠軍：1999–2000, 2000–01, 2002–03
- 葡萄牙超級盃冠軍：2001, 2003
- 歐洲冠軍聯賽冠軍：2003–04
- 歐足總歐洲聯賽冠軍：2002–03

巴塞罗那
- 西甲冠軍：2004–05, 2005–06
- 西班牙超級盃冠軍：2005, 2006
- 歐洲冠軍聯賽冠軍：2005–06

切尔西
- 英格蘭足球超級聯賽冠軍：2009–10[2]
- 英格蘭足總盃冠軍：2008–09, 2009–10
- 英格蘭社區盾冠軍：2009[3]

富明尼斯
- 巴西足球甲級聯賽冠軍：2010, 2012
- 里約熱內盧州聯賽冠軍：2012

葡萄牙國家隊
- 歐洲國家盃亞軍：2004

## 外部連結
- FootballDatabase：迪高簡介 （页面存档备份，存于）
- a2bworldcup.com：迪高簡介 （页面存档备份，存于）
- 巴塞隆拿：迪高